# مستشفى جمعية المقاصد الخيرية الإسلامية (القدس)
مستشفى جمعية المقاصد الخيرية الإسلامية مستشفى أهلي خيري تعليمي في مدينة القدس، يتبع جمعية المقاصد الخيرية الإسلامية. تأسس في حزيران عام 1968 بسعة سريرية قدرتها 60 سريرًا في جبل الزيتون في مدينة القدس، ومع الزمن توسع المستشفى وأصبح يضم حاليا 250 سريراً. يعتبر المستشفى مستشفاً تحويليا رئيسياً يستقبل المرضى من أرجاء فلسطين كافة، وفي نفس الوقت يعتبر أيضاً مستشفاً تعليمياً يدرب طلبة التمريض والطب والأطباء المقيمين من الجامعات الفلسطينية على اختلافها.
يُعاني موظفي المستشفى والمرضى من صعوبة الوصول إليه، نظرًا لأنهم يأتون من الضفة الغربية، ويمرون عبر حواجز تفتيش عبر الطريق. يوفر المستشفى السكن للمرضى ومرافقيهم من سكان قطاع غزة، حيث يصعب عليهم الوصول إليه.
يعد المستشفى جزءًا من شبكة مستشفيات القدس، التي تضم مستشفى المُطلع، ومستشفى الهلال الأحمر الفلسطيني، ومستشفى سانت جون للعيون، ومركز الأميرة بسمة للتأهيل، ومستشفى مار يوسف. تلعب الشبكة دورًا هامًا في نظام الرعاية الصحية الفلسطيني.

## الخدمات
يقدم المستشفى خدماته التخصصية من خلال أقسامه المختلفة، وهي: الطوارئ، الباطني، الجراحة العامة، الجراحات التخصصية في العظام، والدماغ، والأعصاب، والقلب، والأوعية الدموية، والصدر، والتجميل، النسائية التوليد، وطب الجنين وحديثي الولادة، طب الأطفال بتخصصاته: الأمراض الوراثية، والصدرية، والجهاز الهضمي، والغدد، والأيض والروماتيزم، الكلية الصناعية، الأشعة، العيادات الخارجية، العلاج الطبيعي، التعقيم، الصيدلية، المختبرات التخصصية وتشمل: النوم، والأيض، والوراثة، والوراثة الجزيئية، والفيزيولوجيا العصبية.

## جوائز
حصل المستشفى عام 2017، على شهادة اعتماد اللجنة الدولية المشتركة لجودة الخدمات الصحية (JCI).

## وصلات خارجية
- الموقع الرسمي للمستشفى.